# Козько Володимир Миколайович
Козько́ Володи́мир Микола́йович (нар. 18 березня 1943 р., ст. Лазо Калінінського р-ну Приморського краю, СРСР) — український інфекціоніст, доктор медичних наук, професор, завідувач кафедри інфекційних хвороб Харківського Національного медичного університету.

## Біографія
Народився Володимир Миколайович в 1943 р. на Далекому Сході в сім'ї військовослужбовця. На шляху до вступу в ХМІ, він спершу працював робітником на заводі, потім пройшов дійсну військову службу на флоті. У 1967 р. поступив на лікувальний факультет ХМІ. Старанність і наполегливість у навчанні, зацікавленість інфекційною патологією привели його в науковий студентський гурток кафедри інфекційних хвороб вже на 3-ому курсі навчання в інституті. Відмінне навчання відкрило подальший шлях до вступу і навчання в клінічній ординатурі (1973-74 рр.). З 1974 р. Володимир Миколайович працював асистентом, а згодом – доцентом кафедри інфекційних хвороб ХМІ. У 1987 р. ним захищено кандидатську дисертацію на тему «Клініко-імунологічні показники і стан слизової оболонки товстої кишки у хворих на гострі шигельози». З 1992 p. B.M. Козько очолив кафедру інфекційних хвороб ХМІ, а в 1996 р. захистив докторську дисертацію «Компенсаторно-адаптаційні механізми та можливості їх корекції у хворих на дизентерію різного віку». У 1997 р. В.М. Козьку присуджено вчене звання професора.

## Завідування кафедрою
Під керівництвом В.М. Козька в науковій роботі кафедри продовжувалося дослідження патогенетичного обґрунтування лікування інфекційних хвороб. Одночасно йшов активний пошук нових підходів і можливостей розвитку наукової роботи. Велика увага приділялася вивченню стану компенсаторних механізмів адаптації до інфекційного процесу та удосконаленню медикаментозних і немедикаментозних засобів у лікуванні хвороб, що викликаються бактеріями, вірусами та їх асоціаціями. З цією метою досліджувалися стан клітинних мембран, перекисне окиснення ліпідів, антиоксидантна система, показники ендотоксикозу. Глибоко вивчалися питання ліпідного обміну у хворих на вірусні гепатити, імунологічні та морфологічні дослідження. Отримали подальший розвиток функціональні методи дослідження дихальних шляхів, капіляроскопічні та термографічні методи.
Так, під керівництвом В.М. Козька доцентом Нікітіною Н.О. проводилося вивчення ефективності лікування вітчизняним препаратом для регідратаційної терапії «глюкосоланом» та ентеросорбентами при гострих кишкових захворюваннях.  Доцент Чуйков Л.І. проводив імунологічні обстеження у бактеріоносіїв сальмонел та інших бактерій – збудників кишкових інфекцій  при лікуванні їх декаметоксином та імуномодуляторами. Асистенти Меркулова Н.Ф., Мішенін В.А. вивчали ефективність лікування бешихи ангіопротекторами, імуномодуляторами та з використанням магнітолазерної терапії. Ці ж препарати (декаметоксин та імуномодулятори) застосовувалися в лікуванні ангін доцентами Бєлкіною Е.О. та Шутак М.І. Асистенти Граділь Г.І., Пилипченко В.Ф. продовжували вивчати ефективність антибіотико-  та лазеротерапії у хворих на вірусно-бактерійні пневмонії.
У зв’язку з розширенням спектра наукових досліджень кафедри з 1998 р. змінюється тема науково-дослідницької роботи – «Вивчення стану компенсаторних механізмів адаптації до інфекційного процесу, патогенетичне обгрунтування застосування і вдосконалення медикаментозних і немедикаментозних  засобів в лікуванні хвороб, що викликаються бактеріями, вірусами при гострому та затяжному перебігу (пневмонії, гострі кишкові інфекції, вірусні гепатити, ангіни)». Згідно з обраною темою на кафедрі під керівництвом професора Козька В.М. виконано та захищено 16 кандидатських дисертаційних робіт (асистентами Бондаренком А.В., Кацаповим Д.В., Морозовою О.В., Красновим М.І., Винокуровою О.М., Ткаченком В.Г., Соломенник Г.О., Бондарем О.Є., Мотлоховою О.В., Юрко К.В., Могиленець О.І., Соханем А.В., Копійченко Я.І., Кузнєцовою А.А., Анциферовою Н.В., Гавриловим А.В.), в яких досліджувалися патогенетичні аспекти  та нові підходи до лікування кишкових інфекцій (сальмонельозу, асоційованих інфекцій), пневмоній, вірусних гепатитів В і С, нейроінфекцій, ВІЛ/СНІДу. 
Характерною рисою В.М. Козька була й залишається повна довіра своїм підлеглим та віра в успіх кожного свого співробітника. Саме за такого сприятливого мікроклімату на кафедрі формувалися та уживалися одночасно декілька наукових течій і напрямків, що дозволяло власне кожному дисертанту проявити себе і ставати особистістю. Звісно, як і в кожній справі, не обходилося і без проблем, але з часом їх вдавалося подолати, адже мудрість, досвід і далекоглядність завідувача кафедри, професора В.М. Козька й в цьому відігравали ключову роль. Він не забороняв, а скеровував, не відкидав, а уточнював, не заперечував, а підказував. І бажаний результат досягався. Так, під керівництвом В.М. Козька було захищено або завершуються 17-ть кандидатських та 3 докторських дисертації. Серед 4-х докторів медичних наук, які тепер працюють на кафедрі, троє виконали свої роботи саме на кафедрі: професор Бондаренко Андрій Володимирович «Клініко-діагностична характеристика бартонельозу» (2012), професорка Юрко Катерина Володимирівна «Ко-інфекція ВІЛ/HCV: імуногенетичні та метаболічні показники на тлі противірусної терапії» (2016), професор Сохань Антон Васильович «Менінгіти та менінгоенцефаліти: рання діагностика уражень клітин ЦНС, оцінка стану гематоенцефалічного бар’єру та метаболічних розладів» (2019). 
Глибокі знання й компетентність в питаннях інфекційної патології, набутий клінічний, науковий досвід, помножений на викладацьку майстерність, дозволили професору Козьку В.М. протягом 1997-2005 рр. обіймати відповідальну посаду експерта ВАК України за профілем «Інфекційні хвороби».  

## Науковий доробок
Значний науковий доробок професора В.М. Козька знайшов відображення приблизно в 500-тах його власних, або у співавторстві, наукових і науково-методичних працях, серед яких монографія “Шигельоз” (2002 р.), близько 30 навчальних посібників і підручників – «Психологічні особливості та психічні порушення у хворих на СНІД» (2001), «Клінічна фармакологія» (2005), «Герпетична та герпесвірусна інфекція» (2015), «Внутрішньолікарняні інфекції та інфекційний контроль» (2020), «Інфекційні хвороби» (2012, 2019, 2022), «Невідкладна інфектологія» (2023), «Соціально значущі та особливо небезпечні інфекційні хвороби» (2023),  та багатьох інших. Ним та у співавторстві отримано більше 30 патентів на винахід та корисну модель.
Основні наукові праці:
- Клінічна фармакологія: Підручник у 2-х томах. К., 2005.
- Шигельоз. Тернопіль, 2002.
- Психологічні особливості та психічні порушення у хворих на СНІД: Навч. посібник. Харків, 2001.
- Тропические болезни: Учебное пособие для иностранных студентов. Харьков, 2004.
- Вакцинопрофілактика вірусних гепатитів: Навч. посібник. Харків, 2006.
- Иммунопрофилактика столбняка и бешенства: Навч. посібник. Харьков, 2006.
- Особливо небезпечні інфекції: Навч. посібник. Харків, 2008.
- Acute intestinal infections: Навч. посібник. Харьков, 2007.
- Tropical diseases: Manual for medical students and interns, 2007.
- Acute intestinal infections: Textbook for medical foreign student, 2007.
- Інфекційні хвороби (підручник) (за ред. О. А. Голубовської). — Київ: ВСВ «Медицина». — 2012. — С. 778 — 12с. кольор. вкл. (О. А. Голубовська, М. А. Андрейчин, А. В. Шкурба, В. М. Козько та ін.) ISBN 978-617-505-214-3